# Терапевтическое использование
Терапевтическое использование (также ТИ, терапевтическое исключение, англ. Therapeutic Use Exemption, TUE) — термин, использующийся ВАДА и другими антидопинговыми организациями для обозначения медицинских препаратов, которые находятся в запрещённом списке, но прописаны спортсмену для лечения болезни или состояния. Использование разрешений на ТИ регулируется международным стандартом по терапевтическим исключениям (англ. International Standard for Therapeutic Use Exemptions, ISTUE).
Если спортсмен получил терапевтическое исключение, то при обнаружении запрещённого препарата в пробах, ситуация остаётся на стадии «неблагоприятного результата анализа» (англ. Adverse Analytical Finding, AAF) и не перейдёт в стадию нарушения антидопинговых правил англ. Anti-Doping Rules Violations, ADRV.

## История
Хотя применение допинга встречалось уже на античных Олимпийских играх, международное сообщество заинтересовалось проблемой лишь в 1960-х годах (после смерти датского велосипедиста на Играх в Риме). Созданная  МОК Медицинская комиссия в 1967 году составила список запрещённых препаратов, который поначалу не вызывал проблем, так как включал лишь стимуляторы и наркотики. В 2004 году ответственность за список перешла к ВАДА. Перед этим в 1985-1988 годах были приняты новые критерии, которые привели к расширению списка с включением в него медицинских препаратов, использовавшихся для лечения заболеваний: кортикостероидов, диуретиков и бета-блокаторов. Эта ситуация привело к возникновению механизма ТИ, так как спортсмены должны были иметь возможность соревноваться и при этом поддерживать своё здоровье. Терапевтическими исключениями стал заниматься созданный в 1992 году специальный комитет при МОК. К 2012 году все международные федерации и большинство крупных государств обзавелись своими комитетами по ТИ.

## Процедуры
Разрешения на ТИ выдаются, когда:
1. здоровье спортсмена сильно пострадает в отсутствие лекарства;
2. лекарство применяется для восстановления здоровья атлета, а не получения дополнительных преимуществ;
3. спортсмен не может применить разрешённые альтернативные лекарства;
4. спортсмену прописали бы лекарство, если бы он не должен был соревноваться;

Разрешение нельзя получить «задним числом».
Официальные документы ВАДА детально прописывают процедуру выдачи терапевтических исключений (ТИ) с указанием болезней и запрещённых препаратов, используемых для лечения. ТИ выдаются национальными антидопинговыми организациями либо международными спортивным федерациями (ВАДА не выдаёт ТИ).

## Препараты, подлежащие ТИ
Исторически, психостимуляторы были первыми запрещёнными препаратами (именно из-за них погибли велогонщики в 1960-х годах), однако в начале XX века ТИ они были разрешены для лечения синдрома дефицита внимания и гиперактивности.
Бета-блокаторы уменьшают дрожь в руках и потому улучшают результаты в стрелковых дисциплинах. Перед Олимпиадой в Лос-Анджелесе МОК потребовал предъявления медицинских сертификатов для использования блокаторов. 18 спортсменов получили такие сертификаты — и в сумме выиграли 9 медалей в стрельбе и современном пятиборье. В результате соревнования по пятиборью теперь проводятся в один день, поскольку бета-блокаторы ослабляют сердечную деятельность и применяющие их спортсмены теряют больше в беге и плавании, чем выигрывают в стрельбе. Выдача ТИ в стрелковых дисциплинах сильно ограничена (за пределами этих видов спорта бета-блокаторы не запрещены).
Мочегонные препараты, как облегчающие сгонку веса, полностью запрещены во всех видах спорта, где существуют весовые категории (разрешения ТИ на диуретики в этих видах спорта не выдаются); в других дисциплинах ТИ возможно, хотя использование мочегонных препаратов облегчает сокрытие других запрещённых веществ.  
ТИ на кортикостероиды выдаются,  хотя их использование ограничено только на время соревнований и на практике невозможно различить разрешённое применение и допинг, одним из заболеваний является астма. Данная практика подвергалась критике, в частности, из-за приёма препаратов от астмы многократной олимпийской чемпионкой норвежкой Марит Бьёрген.
ТИ на препараты тестостерона крайне редки и выдаются только спортсменам-мужчинам без яичек.

## Масштабы
Здоровье спортсменов продолжало ухудшаться: количество выдаваемых ТИ возросло за 15 лет в сотни раз; от буквально единичных случаев для всех препаратов в 1988—1989 годах до 445 разрешений только на β2-адреностимуляторы на играх в Афинах в 2004 году.
В сентябре 2016 года группа хакеров «Fancy Bear» произвела взлом антидопинговой базы ВАДА. Из опубликованных данных стало известно, что десятки спортсменов США имели разрешение употреблять запрещённые препараты из «медицинских соображений» на основе терапевтических исключений. В октябре группа сообщила о том, что в 2015 году более 200 американских спортсменов имели разрешения USADA и других организаций на приём запрещённых препаратов, включая нескольких медалистов Паралимпийских игр.
В лыжном спорте с конца XX века победители чемпионатов и Олимпийских игр — по преимуществу «астматики».
В 2015 году 25 российских спортсменов получили соответствующие разрешения от РУСАДА на приём препаратов против астмы.